# チェッリーノ・サン・マルコ
チェッリーノ・サン・マルコ（イタリア語: Cellino San Marco）は、イタリア共和国プッリャ州ブリンディジ県にある、人口約6,400人の基礎自治体（コムーネ）。

## 地理

### 位置・広がり

#### 隣接コムーネ
隣接するコムーネは以下の通り。括弧内のLEはレッチェ県所属を示す。
- ブリンディジ
- カンピ・サレンティーナ (LE)
- グアニャーノ (LE)
- サン・ドーナチ
- サン・ピエトロ・ヴェルノーティコ、 スクインツァーノ (LE)